# Agua Nueva
Agua Nueva es una localidad del estado mexicano de Coahuila. Es parte del municipio de Saltillo.

## Demografía
| Gráfica de evolución demográfica |
|                                  |

| Censo | Población |
| ----- | --------- |
| 1900  | 453       |
| 1910  | 856       |
| 1921  | 645       |
| 1930  | 740       |
| 1940  | 792       |
| 1950  | 740       |
| 1960  | 683       |
| 1970  | 689       |
| 1980  | 795       |
| 1990  | 1 124     |
| 2000  | 1 204     |
| 2010  | 1 465     |
| 2020  | 1 566     |